# Artvin Belediye Spor Kulübü
O Artvin Belediye Spor Kulübü, conhecido também apenas como Artvin Belediye, é um clube de basquetebol baseado em Artvin, Turquia que atualmente disputa a TB2L. Manda seus jogos no Ginásio Esportivo Artvin Merkez com capacidade para 400 espectadores.

## Histórico de Temporadas
| Temporada | Nível | Liga | Pos. | J    | PL   | Resultado             |
| --------- | ----- | ---- | ---- | ---- | ---- | --------------------- |
| 2015-16   | 4     | EBBL | 1    | 7-1  | 10-3 | Promovido             |
| 2016-17   | 3     | TB2L | 3    | 14-4 | 2-8  | 6º no hexagonal final |
| 2017-18   | 3     | TB2L |      |      |      |                       |

- fonte:eurobasket.com, mackolik.com